# شيرلي فرامبونغ مانسو
شيرلي فرامبونغ مانسو (بالإنجليزية: Shirley Frimpong-Manso)‏ (مواليد 16 مارس 1977)، هي مُخرجة ومُنتجة وكاتبة غانية.

## وصلات خارجية
- شيرلي فرامبونغ مانسو على موقع IMDb (الإنجليزية)
- شيرلي فرامبونغ مانسو على موقع أول موفي (الإنجليزية)
- شيرلي فرامبونغ مانسو على موقع قاعدة بيانات الفيلم (الإنجليزية)
- شيرلي فرامبونغ مانسو على موقع كينوبويسك (الروسية)